# Love Gets Me Every Time
«Love Gets Me Every Time» — песня канадской певицы Шанайи Твейн, первый или лид-сингл с её третьего студийного альбома Come On Over (1997). Сингл достиг первых мест в кантри-чартах США и Канады.
Награждена BMI Country Award (1998).

## История
Песня вышла 23 сентября 1997 года. Сингл был коммерчески успешным, получил золотой статус Американской ассоциации звукозаписывающих компаний (RIAA); он достиг 1 места в Канадском кантри-чарте, 1 места в американском в Billboard Hot Country Songs (США).
Песня получила положительные отзывы музыкальной критики и интернет-изданий: Entertainment Weekly, Billboard, About.com, BBC. «Love Gets Me Everytime» была награждена BMI Country Award на церемонии 1998 года.

## Список треков
- US/ Canada CD Single/ Vinyl/ Cassette[6]

1. "Love Gets Me Every Time" (Album Version) – 3:33
2. "Love Gets Me Every Time" (Instrumental) – 3:38
3. "Love Gets Me Every Time" (Radio Edit) – 3:33

- US/ Canada CD Single/ Vinyl[7]

1. "Love Gets Me Every Time" (Album Version) – 3:33
2. "Love Gets Me Every Time" (Dance Mix) – 4:42

## Чарты и сертификации
| Чарт (1997)                       | Высшая позиция |
| --------------------------------- | -------------- |
| Canada (Canadian Singles Chart)   | 4              |
| Канада (RPM Country Tracks)       | 1              |
| США (Billboard Hot 100)           | 25             |
| США (Billboard Hot Country Songs) | 1              |

### Итоговые годовые чарты
| Чарты (1997)                | Позиция |
| --------------------------- | ------- |
| Canada Country Tracks (RPM) | 5       |

### Сертификации
| Регион                                                      | Сертификация | Продажи  |
| ----------------------------------------------------------- | ------------ | -------- |
| США (RIAA)                                                  | Золотой      | 500 000^ |
| ^ Данные о тиражах приведены только на основе сертификации. |              |          |